# Teodor Dyniewicz
Teodor Dyniewicz (ur. 9 listopada 1802 w Lwówku, zm. 11 czerwca 1858) – polski duchowny katolicki, kanonik gnieźnieński, autor artykułów historycznych.
Był synem Wojciecha i Katarzyny z Jordanów. Uczęszczał do gimnazjum w Poznaniu (ukończył w 1822), studiował teologię na Uniwersytecie Wrocławskim. W 1829 przyjął święcenia kapłańskie. Początkowo był kapelanem arcybiskupa gnieźnieńskiego Teofila Wolickiego, następnie wikariuszem w Wieleniu, gdzie aktywnie pomagał parafianom w czasie epidemii cholery (1831). W 1832 został mianowany proboszczem w Lubaszu, później dziekanem dekanatu czarnkowskiego. Arcybiskup Leon Przyłuski mianował go w 1850 kanonikiem kapituły metropolitalnej gnieźnieńskiej; ks. Dyniewicz pełnił w Gnieźnie funkcje radcy konsystorialnego, egzaminatora prosynodalnego oraz kaznodziei katedralnego.
Był autorem wielu artykułów w piśmie „Przyjaciel Ludu” wydawanym w Lesznie; opisywał zabytki Czarnkowa, Lubasza i Wielenia, a artykuły ilustrował własnoręcznymi rysunkami. Relacjonował również prace archeologiczne prowadzone w tych miejscowościach i okolicach (m.in. O urnach wykopanych w Lubaszu, O zabytkach starożytności słowiańskich znalezionych na Krasnej Górze w Lubaszu).